# 显盔马先蒿
显盔马先蒿（学名：Pedicularis galeata）为列当科马先蒿属的植物，为中国的特有植物。分布在中国大陆的云南等地，生长于海拔3,500米至4,270米的地区，多生长于草坡中，目前尚未由人工引种栽培。